# Npj Digital Medicine
npj Digital Medicine è una rivista medica ad accesso aperto e sottoposta a revisione paritaria, che tratta tutti gli aspetti della medicina digitale. Fondata nel 2018, è pubblicata dalla Nature Portfolio. Il caporedattore è Joseph C. Kvedar (Harvard Medical School). La rivista pubblica articoli di ricerca, brevi comunicazioni, commenti, editoriali e articoli di revisione.

## Indicizzazione
Gli abstract e gli articoli della rivista sono indicizzati da:
- CINAHL[1]
- Current Contents/Clinical Medicine[2]
- Embase[3]
- Inspec[4]
- Science Citation Index Expanded[2]
- Scopus[5]

Secondo il Journal Citation Reports, nel 2021 ha ricevuto un fattore di impatto pari a  15,357. Nel 2025 ha avuto un indice H pari a 104.